# Climatologia a Catalunya el 2006
La Climatologia a Catalunya el 2006 fou càlida i seca en gran part del territori de Catalunya. L'anàlisi termomètrica mostra que la temperatura mitjana mensual es va mantenir per sobre de la mitjana climàtica la major part de l'any; tan sols els mesos de gener, febrer i agost van enregistrar temperatures inferiors a la mitjana climàtica mensual corresponent. En línies generals, després d'un hivern més fred del normal, la resta d'estacions de l'any van ser més càlides. Aquesta persistència de mesos amb anomalies positives ha estat la causa que ha portat a qualificar l'any com a càlid, més que no pas la presència puntual d'episodis xtremadament calorosos. Els mesos de juliol, octubre i novembre van ser especialment càlids, amb anomalies que superaren en més de 2 i 3 °C la mitjana climàtica en algunes àrees.
L'any 2006, a més, va estat el més càlid en alguns observatoris que disposen de les sèries més llargues, com ara l'Observatori Fabra de Barcelona i l'Observatori de l'Ebre a Roquetes. Pel que fa a la pluviometria, els totals mensuals han quedat sempre per sota dels valors normals, excepte els mesos de gener i setembre, que van ser generosos en pluja. El dèficit pluviomètric a la primavera va ser el més important des de l'any 1997 a moltes comarques del país, moment en què ja funcionaven gran part de les estacions meteorològiques automàtiques del Servei Meteorològic de Catalunya.
Els trets meteorològics més destacats que es van produir l'any 2006 van ser l'episodi de neu i pluja dels dies 27 al 30 de gener, les ventades de component nord del 11 i 12 de març, l'episodi de pluja del 12 al 15 de setembre, amb la formació de mànegues al mar i un tornado, entre Sant Boi de Llobregat i Sant Feliu de Llobregat, les tempestes del 18 d'octubre que van originar fenòmens meteorològics severs i la irrupció càlida des del 25 al 29 d'octubre.

## Termometria
La distribució de la temperatura mitjana anual segueix un patró dominat per la proximitat al mar i l'altimetria. La franja litoral i tota la vall de l'Ebre han enregistrat la temperatura mitjana anual més elevada, per sobre de 16 °C, mentre que les zones altes de meitat nord del Pallars Sobirà, l'Alta Ribagorça i el Pallars Jussà han tingut la temperatura mitjana anual més baixa, per sota de 4 °C. A la meitat sud destaca el mínim de la Serra de Prades, i a la meitat nord el màxim relatiu de la conca de Tremp.
De la comparació entre la mitjana anual i la mitjana climàtica es desprèn que en general la temperatura mitjana de l'any 2006 ha estat per damunt de la mitjana climàtica. Hi ha, però, quatre zones que s'han mantingut dins dels valors climàtics normals: el Segrià i el Pla d'Urgell, el Nord del Baix Camp i el sud de la Conca de Barberà, el Montsià i les zones baixes del Gironès, la Selva i el Baix Empordà. L'anomalia positiva més marcada de la resta de Catalunya és de 2 °C i es localitza al nord de l'Alt Empordà. Després d'una successió de mesos càlids o molt càlids s'esperava que, en línies generals, l'anomalia tèrmica positiva fos més alta; l'anàlisi present mostra que gener, febrer i agost van ser mesos freds, amb temperatura per sota la mitjana climàtica, i la seva contribució ha estat decisiva per suavitzar les dades finals en el còmput general de l'any.
La temperatura mitjana anual de l'aigua del mar a l'Estartit durant el 2006 ha estat la següent: En superfície: 17,5 °C, a 20 metres de fondària: 16,7 °C, a 50 metres de fondària: 15,0 °C, a 80 metres de fondària: 13,8 °C. La temperatura mitjana en superfície del 2006, amb un
valor de 17.5 °C, representa la segona més alta dels darrers 32 anys. Els mesos de juliol, novembre i desembre han estat també els més càlids des que es van iniciar els registres.

## Pluviometria
El 2006 ha estat un any pluviomètricament sec a gairebé tot el país. Tan sols al sud del Montsià i a una part del Pirineu Occidental es pot considerar com un any normal. El mapa de precipitació acumulada al llarg del 2006 a les estacions del Servei Meteorològic de Catalunya mostra que tot el país es troba per sota de la isohieta de 550 mm tret del Pirineu, el Prepirineu i el prelitoral nord. Els indrets més plujosos es localitzen a les zones més elevades de l'Alta Ribagorça i dels Pallars.
La Catalunya més seca no ha sobrepassat els 250 mm anuals; segueix a grans trets el perfil del Pla de Lleida i abasta les comarques del Segrià, el sud de la Noguera, est de les Garrigues i una bona part del Pla d'Urgell, l'Urgell i la Segarra. S'estén aquesta franja seca per la Vall de l'Ebre fins a la meitat nord de la Ribera d'Ebre. Al litoral, la pluja recollida durant l'any 2006 es troba entre 400 i 550 mm, tret del nord del Barcelonès, el sud del Maresme, la zona sud del litoral del Garraf, la conca del Gaià, les zones litorals de relleu més elevats al sud del Baix Camp, sud de la Ribera d'Ebre i nord del Baix Ebre, i al delta de l'Ebre. En totes elles la precipitació s'ha mantingut entre 250 i 400 mm. Si es comparen els valors de la precipitació acumulada amb els seus corresponents valors mitjans climàtics es veu que gairebé a tot Catalunya el 2006 es pot considerar com un any sec. Cal destacar només dos nuclis, l'un al nord del Pallars Sobirà i l'altre al sud del Montsià, on la precipitació ha estat igual o lleugerament superior a la mitjana.

## Anàlisi mensual

### Gener
El mes de gener va ser fred a tot el territori i molt plujós a gran part del país. Les temperatures inferiors respecte a la mitjana climàtica van ser conseqüència de les entrades d'aire molt fred que es van produir els dies 2 al 4 i del 27 al 29. La boira persistent que va afectar el Principat entre els dies 18 al 25 van fer que les anomalies negatives més importants es registressin a les planes i depressions de l'interior.
Pel que fa a la precipitació, el gener va ser un mes anòmal, ja que Catalunya va estar afectada pel pas continu de pertorbacions. A la franja litoral, el prelitoral, Pirineu i Prepirineu oriental i central i les parts més elevades de l'alta Ribagorça, el Pallars Jussà i el Pallars Sobirà, va ser un període molt plujós. A la resta del Pirineu occidental i la depressió Central va ser un mes plujós. Als sectors més occidentals de les comarques del Segrià i de la Val d'Aran, els valors de precipitació van ser normals per a l'època. Cal destacar l'episodi de neu i pluja que es va viure dels dies 27 al 30. La nevada va afectar sobretot les comarques de l'interior i del prelitoral, arribant també a punts del litoral.

### Febrer
Febrer també va ser un mes fred, però pel que fa a la pluja va ser un mes molt sec a gran part del país, tret de l'extrem sud. La temperatura mitjana mensual del mes de febrer va estar per sota dels valors mitjans a gran part del país, sobretot a les planes i valls d'interior degut a les boires persistents causades per l'anticicló que va afectar el Principat entre els dies 1 i 14. Tan sols a les parts més elevades de la Cerdanya i del Ripollès la mitjana mensual va estar per sobre de la climàtica. La precipitació va situar-se per sota del 30% de la mitjana climàtica a gran part del territori, tret de les comarques del sud. Allà va ser normal o fins i tot plujós, amb valors per sobre del 110% respecte a la mitjana climàtica.

### Març
El mes de març va ser càlid a gairebé tot el territori i sec o molt sec a la major part del país. Cal destacar l'entrada de vent del nord dels dies 11 i 12, que va provocar precipitacions importants a la meitat nord i vents forts a gran part del país. La temperatura mitjana mensual del mes es va situar per damunt de la mitjana climàtica; només les parts més elevades del Pirineu Occidental i gran part del litoral i prelitoral gironí va mantenir-se amb temperatures per sota de la mitjana climàtica corresponent al mes de març. Va ser un mes sec o molt sec, tret de la part més septentrional de les comarques de l'Alta Ribagorça, la Garrotxa, el Pallars Sobirà i la Vall d'Aran, on la precipitació va ser normal. A les parts més elevades del relleu es van recollir valors superiors al 110% respecte a la mitjana climàtica.

### Abril
Abril va tornar a ser càlid i sec o molt sec a la major part del Principat. Tan sols a la zona dels Ports va ser un període normal o plujós. La temperatura mitjana mensual va estar per sobre dels valors normals a tot el país, sobretot a la Conca de Tremp i al Pirineu Oriental. Les anomalies positives van arribar a ser de fins a 3 °C a punts del Ripollès, el Pallars Jussà i la Cerdanya.
Pràcticament la totalitat del territori va enregistrar dèficits pluviomètrics destacats, qualificant-se aquest període de sec o molt sec. Només la quantitat de pluja a punts d'Osona, el Ripollès i el Solsonès va estar dins la normalitat, i a la part més meridional de la Terra Alta el mes va ser normal o plujós. En aquestes zones properes als Ports, la situació va estar marcada per les tempestes que es van registrar el dia 17.

### Maig
El mes de maig va continuar sent càlid i sec o molt sec a la major part de Catalunya. La temperatura mitjana mensual va estar per sobre dels valors mitjans a tot el país. Les anomalies positives van arribar als 3 °C a punts del Berguedà, la Cerdanya i el Priorat. Va ser un mes molt sec a tot Catalunya, amb un dèficit pluviomètric molt marcat. L'extrem més meridional del Montsià va ser l'excepció amb una quantitat de precipitació normal.

### Juny
Juny va continuar amb la tendència dels últims mesos: molt sec a quasi tot el territori i amb valors termomètrics per damunt de la mitjana climàtica. La temperatura mitjana mensual va estar per sobre dels valors mitjans a tot el país tret de l'extrem sud, on el juny va ser normal o fins i tot amb valors lleugerament per sota de la mitjana climàtica. Les anomalies positives van arribar als 4 °C a la conca de Tremp, la part més oriental de la Cerdanya, punts del Berguedà i del Ripollès i cap de Creus. Juny va ser un mes molt sec a gran part de Catalunya. Només a les parts més elevades de la Cerdanya i la Val d'Aran la quantitat de precipitació recollida va ser normal.

### Juliol
Juliol va ser un mes excepcionalment càlid a tot Catalunya. La temperatura mitjana mensual va estar per damunt dels valors mitjans a tot el país, tret de l'extrem sud, on va ser normal o fins i tot amb valors lleugerament per sota de la mitjana climàtica. Al quadrant nord-est, Prepirineu Central i part septentrional del Priorat, les anomalies positives van ser de 4 °C per sobre de la mitjana climàtica. Les tempestes de mitja tarda, de distribució irregular, van deixar aigua al Pirineu, Prepirineu i interior del Catalunya. Per tant, la franja litoral va viure un període molt sec; al prelitoral i l'interior de Catalunya el mes va ser en general sec i al Prepirineu i al Pirineu va ser, en línies generals, normal.

### Agost
Agost va ser fred, amb una temperatura per sota de la mitjana climàtica a gran part del territori tret de l'Alt Empordà i la vall del riu Gaià. Les anomalies negatives més importants es van produir a la depressió Central, amb 1,5 °C per sota la mitjana climàtica, i van arribar fins a 3 °C a punts del Segrià i el Pla d'Urgell. A les parts més elevades del Pallars Sobirà i al sud del delta del l'Ebre les diferències respecte a la mitjana climàtica van ser de 2.5 °C. El mes va ser sec o molt sec a gran part de la meitat occidental, l'extrem sud, la part central de la costa. Daurada i el prelitoral central de Tarragona. Va ser normal o plujós a la meitat oriental del país.

### Setembre
El mes de setembre va ser plujós o molt plujós a gran part de Catalunya a causa dels episodis del 12 al 15 i del 22 al 24, que van acumular quantitats importants de precipitació. Cal fer esment de la línia de tempestes que va afectar la costa Central el dia 13 i que va originar algunes mànegues enfront del delta del Llobregat, una de les quals va tocar terra en forma de tornado i va fer estralls entre Sant Boi i Sant Feliu de Llobregat.
Pel que fa a la temperatura, aquest període es va caracteritzar per uns valors termomètrics lleugerament per damunt de la mitjana climàtica a gran part del territori. Les anomalies positives més significatives es van donar a l'extrem nord del país.

### Octubre
Durant l'octubre, la temperatura va estar de nou per sobre de la mitjana climàtica, amb anomalies que van superar els 3 °C a les parts més elevades del Pirineu, a punts de l'Alt Empordà i al Berguedà. Pluviomètricament el mes va ser sec a gran part del territori. Cal destacar les tempestes que es van formar el dia 18 i que van originar fenòmens meteorològics severs i van descarregar amb intensitat a les comarques gironines. També cal fer especial esment de l'episodi de calor que es va produir entre els dies 25 i 29. Una irrupció càlida procedent del nord d'Àfrica va provocar temperatures anòmalament altes arreu del país.

### Novembre
Novembre va ser càlid i molt sec. La temperatura mitjana va estar per damunt de la mitjana climàtica a tot el país. Les anomalies positives van superar els 3 °C a les parts més elevades dels Pirineus, Prepirineu i punts del litoral i prelitoral. La persistència de valors elevats va provocar que les temperatures mínimes fossin les més altes dels darrers deu anys al 40% de les estacions gestionades pel Servei Meteorològic de Catalunya. El penúltim mes de l'any va ser molt sec a quasi tot el territori. A la Val d'Aran i a l'Alta Ribagorça va ser
un període de precipitació normal, i plujós a les comarques del Baix Ebre i del Montsià.

### Desembre
La comparació de la temperatura amb la mitjana climàtica va presentar un patró irregular sobre la superfície de Catalunya. Destaca l'anomalia positiva de 1,5 °C a la costa del Maresme i de Barcelona, tot i que també es van enregistrar temperatures mitjanes més elevades respecte a la mitjana climàtica a les parts més elevades del Pirineu Occidental, Berguedà, est del Solsonès, sud d'Osona, Vallès Oriental i zona nord de l'Alt Empordà.
L'anomalia negativa més important, de -2 °C, va correspondre als indrets de la Catalunya Central on va persistir la boira com ara el Segrià, la Ribera d'Ebre, Les Garrigues, La Noguera i la Segarra. Altres planes i valls gironines també van registrar temperatures fredes, tot i que amb anomalies inferiors. El període va ser mot sec al Pirineu, Prepirineu i delta de l'Ebre, i sec a la resta del país.